# Fronteira Letónia–Rússia
A fronteira entre a Letônia e Rússia é uma linha de 217 km de extensão no sentido norte-sul, a oeste da Letônia que separa o país da Rússia. Seu extremo norte é a tríplice fronteira dos dois países com a Estônia, nas proximidades da cidade de Alüksne (Letônia). Indo para o sul separa os Distritos letões Alüksne, Balvi, Ludza, Kräslava do Oblast russo de Smolensk. No extremo sul da fronteira o ponto tríplice é com a Bielorrússia, proximidades da cidade de Vecsloboda (Letônia).
Foi confirmada como fronteira de país independente, não mais como uma república da União Soviética, com a dissolução da União Soviética em 1991.